# 로스앤젤레스 통합 학구

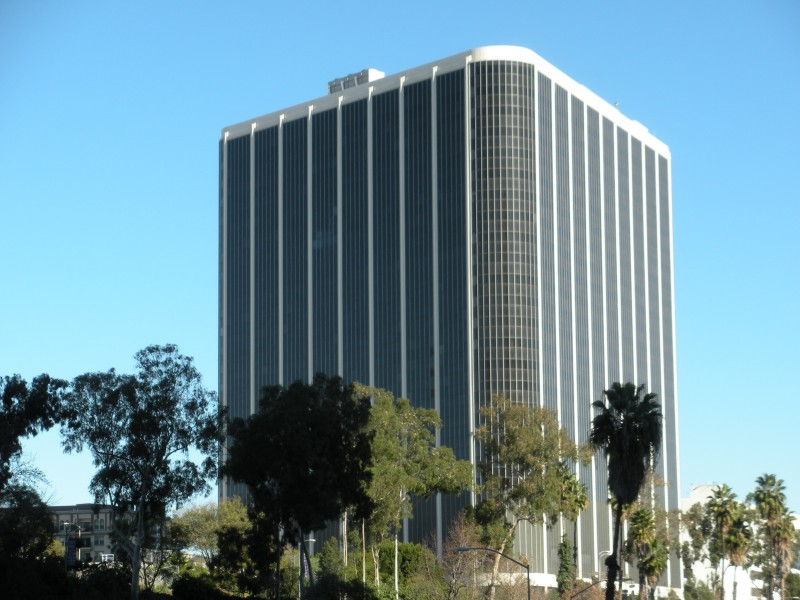
다운타운 로스앤젤레스의 서쪽에 위치한 LAUSD 본사.

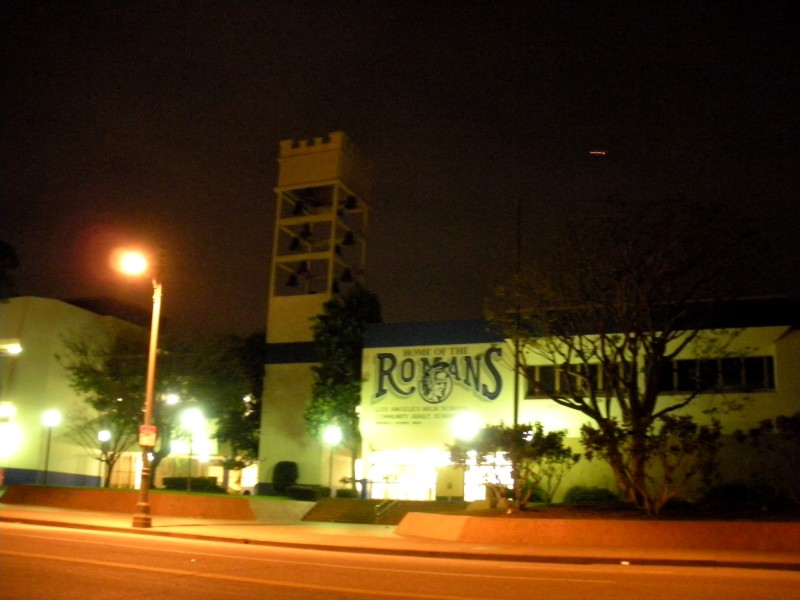
로스엔젤레스 고등학교

로스앤젤레스 통합 학구(Los Angeles Unified School District, LAUSD)는 캘리포니아주 최대의 공립학교 시스템이다. 미국에서는 뉴욕시 교육국에 이어 두 번째로 큰 공립학교 학구이다. 2007~2008년 사이 LAUSD는 694,288명의 학생들을 관할하였으며 45,473명의 선생과 38,494명의 기타 직원들을 두고 있다. 또, 이 학구는 주 정부에 이어 로스앤젤레스군에서는 두 번째로 큰 고용주이다. 2009~2010년 기준으로 이 학교 구 예산은 총 73,000,000,000 달러이다.
인종별로 나누어 보면, 학생들 가운데 73%가 라틴계 미국인이고 11%가 아프리카계 미국인이다. 미국 백인 학생 수는 총 학생 인구의 9%에 달하는 반면 아시아계 미국인 학생 수는 4%가 달한다. 또, 학생 인구 중 필리핀계 미국인 수도 2%에 달한다. 아메리카 원주민, 태평양 섬 지역인들은 모두 합쳐도 1%가 채 되지 않는다.

## 연도별 학생 수 추이
| 연도        | 등록 학생 수 |
| ----------- | ------------ |
| 1993-1994년 | 639,129명    |
| 1994-1995년 | 632,973명    |
| 1995-1996년 | 647,612명    |
| 1996-1997년 | 667,305명    |
| 1997-1998년 | 680,430명    |
| 1998-1999년 | 695,885명    |
| 1999-2000년 | 710,007명    |
| 2000-2001년 | 721,346명    |
| 2001-2002년 | 735,058명    |
| 2002-2003년 | 746,852명    |
| 2003-2004년 | 747,009명    |
| 2004-2005년 | 741,367명    |
| 2005-2006년 | 727,319명    |
| 2006-2007년 | 707,626명    |
| 2007-2008년 | 694,288명    |

## 같이 보기
- 로스엔젤레스 고등학교
- 로스 앤젤레스 존 마셜 고등학교